# 贝奥武夫号岸防舰
陛下之舰贝奥武夫号是德意志帝国海军于19世纪末建造的八艘齐格弗里德级岸防舰的第二艘，以北欧神话人物贝奥武夫命名。舰只于1890年至1892年间在不来梅的威悉船厂建造，装备有三门240毫米口径箍炮作为主炮。它于整个1890年代都在德国舰队服役，并至1900－1902年间重建。1914年8月第一次世界大战爆发后，该舰被编入第六分舰队，但仅参与了有限的行动。贝奥武夫号于1915年复员，此后被用作U艇的靶舰。它最终于1921年拆解报废。

## 设计

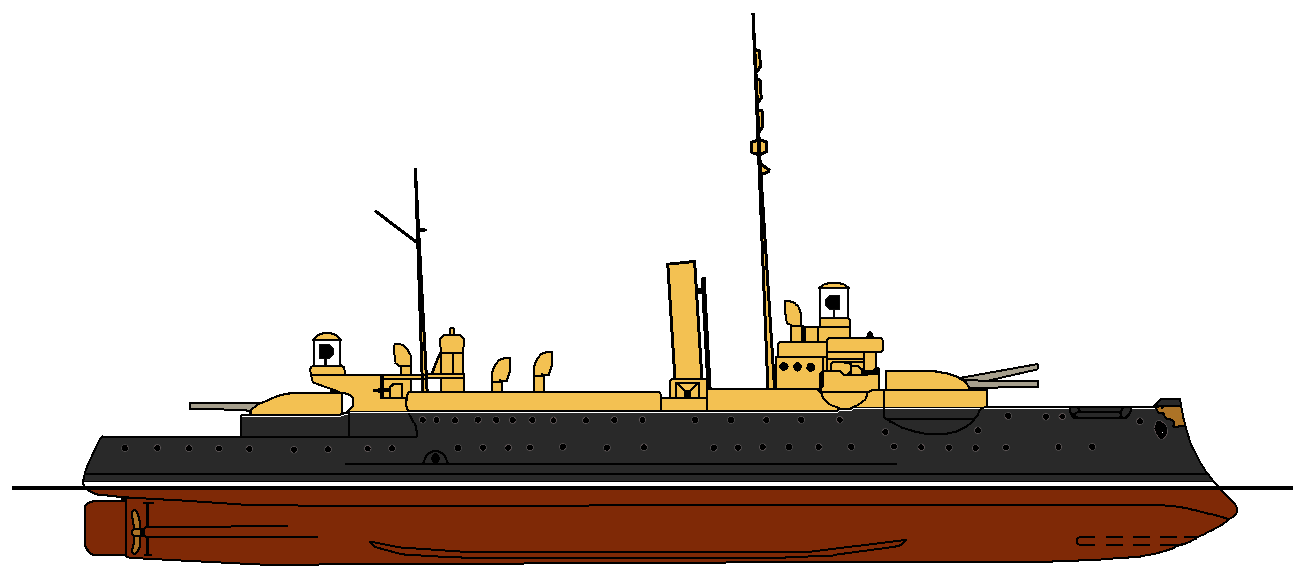
齐格弗里德级舰只的原始配置图

在19世纪80年代末，面对海军预算有限（由于帝国议会反对海军开支和威廉皇帝运河的疏浚费用），德意志帝国海军一直在努力解决建造何种主力舰的问题。作为新任帝国海军部长，列奥·冯·卡普里维中将提出了一系列设计方案，其范围涵盖了排水量2500吨的小型岸防舰，以及排水量9800吨的远洋战列舰。他最终决定以十艘岸防舰来保卫德意志湾的大型河口，因为即使在议会内，海军反对派也认为这类铁甲舰是必要的。其中的前六艘都是基于卡普里维提出的最小尺寸建造。
贝奥武夫号的全长为79米，有14.9米的舷宽和最多5.74米的吃水深度，满载排水量达3801吨。舰只的推进装置由两台立式三缸三胀式蒸汽机组成，所需的蒸汽是通过四台燃煤锅炉供给。舰只的最高航速为15.1節（28.0每小時），并可以10節（19每小時）的速度续航1,490海里（2,760）。其标准船员编制为20名军官及256名士兵。
舰只的主炮是由克虏伯提供、安装在三个单座炮塔中的三门240毫米35倍径箍炮组成。其中两门并排放置在艏楼，第三门位于主舰艛的后方。它们共配备204枚弹药。副炮则由八门88毫米30倍径速射炮组成。此外，贝奥武夫号还装备有六门37毫米机炮和四具直径为350毫米的鱼雷发射管。后者全部安装在甲板的枢转支架上，舰艏、舰艉以及舰舯两侧各有一具。舰只受到舰舯240毫米厚的水线装甲带和30毫米厚的装甲甲板保护。司令塔侧部的装甲厚度也有80毫米。

## 建造
舰只最初是由德意志帝国海军以“P号四等铁甲舰”（Panzerschiffs IV. Klasse P）为合同代号订购。来自不来梅的私营企业威悉船厂获得了建造合同，自1890年1月开始架设龙骨，并于同年11月8日下水。在下水仪式上，由时任国家海军办公室下属海军局主管的汉斯·冯·克斯特少将主持，为舰只冠以“贝奥武夫”之名——这是一部同名盎格鲁-撒克逊英雄叙事长诗中的主角。贝奥武夫号于1891年秋季竣工，随后展开坞内试运转，但具体日期不详。

## 服役历史

### 1892－1900年

描绘贝奥武夫号的画作

贝奥武夫号于1892年4月1日正式入役，并由德皇威廉二世的胞弟——海因里希亲王出任首任舰长。同时入役登舰的船员中还有弗朗茨·冯·希佩尔，他将在一战期间指挥德国所有的战列巡洋舰。虽然仍须进行进一步的海试，但该舰还是被立即编入演习分舰队（Manövergeschwader，即公海舰队前身）的第一总队，以顶替因发生锅炉管道爆炸而退出的姊妹舰齐格弗里德号。在那里，它与铁甲舰巴登号、巴伐利亚号和奥尔登堡号一同，受海军中将卡尔·奥古斯特·戴恩哈德指挥。当月，舰只从威廉港经由黑尔戈兰岛航行至诺登哈姆；在此期间，德皇威廉二世和世袭大公腓特烈·奧古斯特二世在时任海军大臣弗里德里希·冯·霍尔曼中将的陪同下，登舰视察。自5月起，舰只从基尔继续展开海试。6月7日，在俄国沙皇亚历山大三世访德之际，贝奥武夫号参与了海上阅兵，其中得到了德皇和沙皇共同登舰参观。
随着海试于6月19日结束，贝奥武夫号开始正式在演习分舰队服役，并于7月初转移至北海。从7月30日至8月8日，贝奥武夫号成为皇家游艇帝国之鹰号的护航舰，陪同德皇出席了考斯帆船周。在阿姆鲁姆岛停留了四天后，这艘岸防舰于8月17日返回演习分舰队，并首度跟随该部队参加了大型秋季演习。演习结束后，贝奥武夫号被调往第二总队，以取代老旧的炮塔舰腓特烈大帝号的位置。在该部队，贝奥武夫号一直服役至1893年秋季演习结束，并于1892－1893年冬与齐格弗里德号、威廉国王号和德国号一同在地中海展开冬季训练巡航。
在1893年秋季的第一轮演习中，贝奥武夫号是扮演法国敌对舰队的角色，模拟在北海遭到鱼雷艇的“攻击”。第二轮演习则在波罗的海进行，贝奥武夫号及其装甲舰队友们再次扮演法国舰队。自10月1日起，贝奥武夫号被编入新组建的北海预备役总队（Reserve-Division der Nordsee），起初是担任一艘精简编制的附属舰。自1894年2月1日起，它接任了总队的主力舰职能，并负责培训从姊妹舰伏里施乔夫号交换过来的船员。在当年的秋季演习中，来自北海预备役总队的三艘舰组成了临时组建的第二分舰队第四总队，受海军少将伊万·奥尔德科普指挥。总队旗舰为同级的希尔德布兰德号。由于锅炉装置泄漏，贝奥武夫号于10月2日演习结束后退役，随后在威廉港帝国船厂进行维修。
1895年8月1日，贝奥武夫号重新投入使用。最初，在秋季演习期间，它被部署至海军少将棣德利麾下的第二分舰队第四总队。演习结束之后，贝奥武夫号取代了其姊妹舰希尔德布兰德号，成为北海预备役总队的主力舰。在10月和11月，舰只各完成了一次前往波罗的海的训练巡航。在1896年的秋季演习期间，贝奥武夫号再次被编入第二分舰队，当时的指挥官为卡尔·巴兰东少将。1896年10月13日，贝奥武夫号发生了严重的机械故障。在基尔进行紧急修理后，该舰被转移至威廉港，于11月13日退役进行最后维修。
贝奥武夫号于1897年8月3日重启，并在当年的秋季演习中使用。9月13日，另一起轮机故障迫使舰只再次去往威廉港帝国船厂，至10月1日完成修复。在该年余下的日子里，它进行了各种演练。其中从11月15日至18日，由于天气恶劣而不得不在阿伦达尔的港口停靠。在1898年，除了北海预备役总队的整体演习外，贝奥武夫号还与伏里施乔夫号共同完成了一次训练巡航。该活动于5月31日从威廉港启程，至6月11日结束；航行过程中曾先后抵达了莫尔德、奥勒松和斯塔万格等挪威港口。这一年的秋季演习结束后，舰只还变换了常规服役进程，于11月12日至19日期间展开了出访格雷夫森德之旅。1899年的秋季演习也一如往年，惟贝奥武夫号所在的第二分舰队司令换成了保罗·霍夫曼。至1900年3月23日，贝奥武夫号终于在但泽退役。

### 重建
如同齐格弗里德级的其它姊妹舰一样，贝奥武夫号在接下来的几个月内由但泽帝国船厂展开了重建工作。其最大的变化是通过舯部的插入部分而延长了船身，使得全长达到86.13米，排水量也增至4320吨。必要的工程于1900年5月15日启动。此外，还安装了新的锅炉装置、更换了舰载供电的发电机，并调整了武器装备。为此，37毫米机炮被全数移除，进而加装了两门88毫米炮，四具350毫米鱼雷管则替换为三具450毫米管。由于锅炉数量的增加，舰只获得了第二座烟囱，连同延长的船身，导致该舰外观发生显著变化。所有重建工作于1902年中期完成，舰只的最高速度和航程从此得以略微提升。后者是通过将燃煤贮存量提高至最多580吨来实现的。

### 1902－1909年

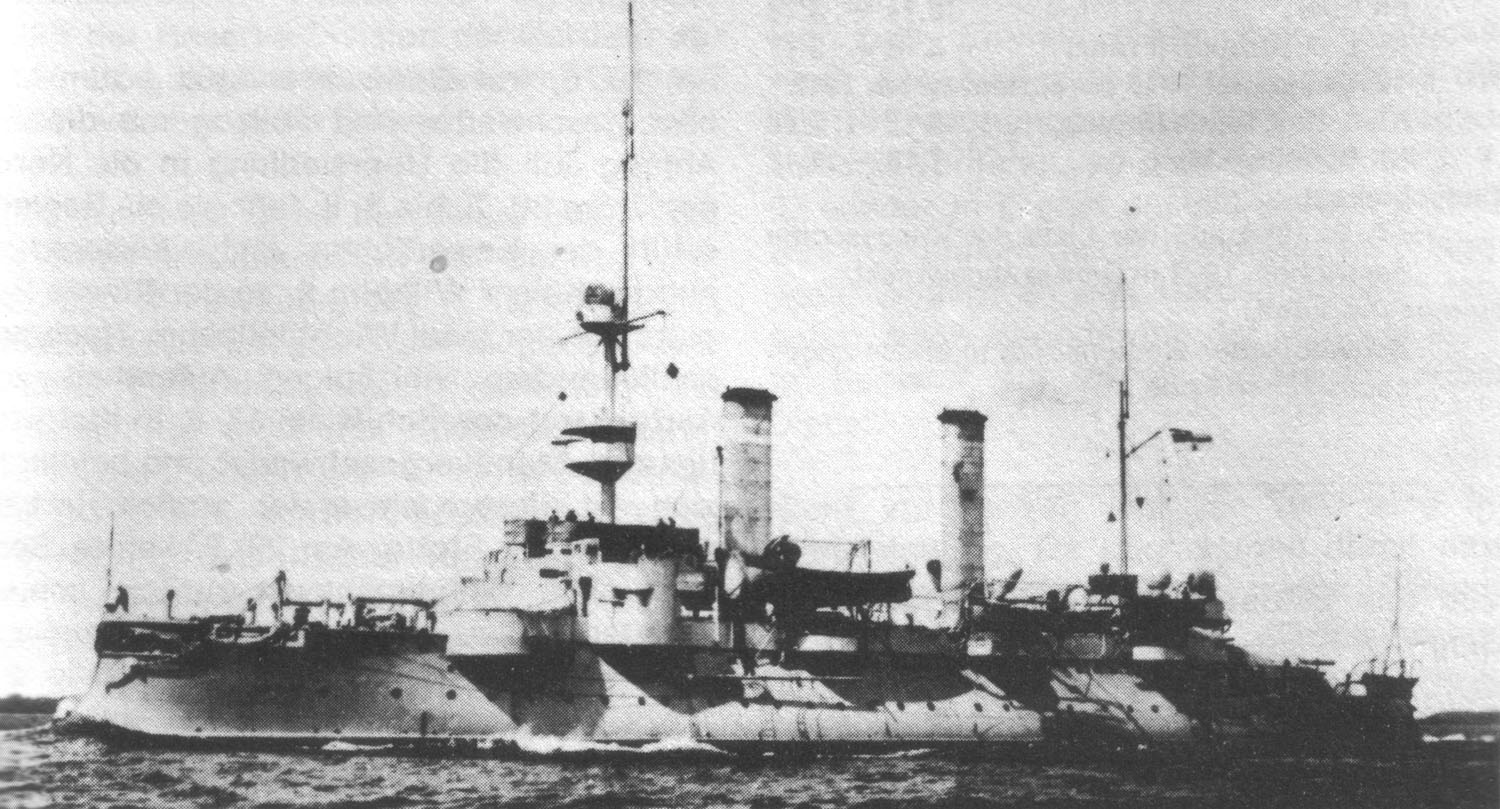
重建后的贝奥武夫号

在完成重建和随后的坞内试运转后，贝奥武夫号于1902年7月1日重新入役，以便参加秋季演习。演习结束后，舰只又于9月25日退役。但与原计划不同的是，贝奥武夫号于1903年7月8日便被重启，以取代因机械故障而退出的姊妹舰哈根号。随后，它被编入第二分舰队，这是该部队最后一次仅为秋季演习而临时组建。9月22日，活动舰队成立，后于1907年更名为公海舰队；而由海军少将恩斯特·弗里策指挥的第二分舰队也作为正规编制一直保留至1917年8月，贝奥武夫号当时正是其中的一份子。除了惯常的部队演练，它们于1904年7月和8月还先后展开了前往荷兰和挪威水域的训练巡航。1904年的秋季演习结束后，贝奥武夫号被战列舰沃尔特号取代，并于9月23日退役。
此后，贝奥武夫号成为预备分舰队的一份子，并于1909年7月22日完成了和平时期的最后一次启用。在秋季演习中，预备分舰队改称第三分舰队，并加入由所有后备舰艇组成的预备舰队，受海军中将胡戈·蔡尔指挥。演习结束后，预备舰队解散，贝奥武夫号也随之退役。

### 第一次世界大战
第一次世界大战爆发后，包括贝奥武夫号在内的所有岸防舰都于1914年8月12日被重新动员，它们被编入第六分舰队，受海军少将理夏德·埃克曼指挥。该分舰队负责北海沿岸的防御。贝奥武夫号于1915年5月4日受命前往波罗的海，并在三天后参与了对港口城市利鲍的海陆联合进攻行动。海军的攻击力量由贝奥武夫号、大巡洋舰阿达尔贝特亲王号、罗恩号、海因里希亲王号，以及小巡洋舰奥格斯堡号、忒提斯号和吕贝克号组成，它们由多艘驱逐舰、鱼雷艇和扫雷舰护航。公海舰队的第四侦察集群也从北海抽调出来，为此次行动提供掩护。炮击按计划进行，尽管V107号驱逐舰不慎触及水雷，其舰艏被炸飞并摧毁了舰只。但德国地面部队的推进是成功的，进而占领了这座城市。从5月10日至5月21日，舰只先后驻扎在梅梅尔和利鲍对开海面。6月28日，贝奥武夫号又将炮口对准了文道的目标。在战列舰沃尔特号和勃兰登堡号抵达后，这艘岸防舰于7月12日离开利鲍，回到但泽。在那里，帝国船厂对舰只的锅炉管道进行了更换，工程一直持续至9月8日。在此期间，第六分舰队已于8月31日解散，贝奥武夫号遂被正式编入埃姆斯河的岸防总队。从1915年9月11日至1916年2月28日，舰只在北海担任前哨勤务，主要驻扎在博尔库姆的锚区。
自1916年3月2日起，贝奥武夫号缩减了船员编制，成为U艇的靶舰、以及U艇向导舰汉堡号的附属舰。一年后，即1917年3月12日，这艘装甲舰在但泽退役。
由于波罗的海于1907年底缺乏破冰船，贝奥武夫号遂于12月12日重新投入使用。自1918年1月起，该舰主要负责从利鲍至文道间的破冰职能。在3月11日的干预芬兰行动开始后，贝奥武夫号又担任波罗的海搜救部队指挥官、海军中校胡戈·冯·罗森贝格的向导舰。在图尔库停留期间，贝奥武夫号的船员又将从俄军俘获的炮艇鸠鸽号和企鹅号更名为扫雷舰“贝奥号”和“武夫号”。两者后来都移交予芬兰海军。5月19日，贝奥武夫号结束了向导舰职务，离开赫尔辛基驶回利鲍，并于5月27日至7月24日期间在坞内保养。
1918年6月1日，波罗的海水域司令部（Befehlshabers der Baltischen Gewässer, BBG）成立，并由海军少将卢多尔夫·冯·乌斯拉尔出任司令。BBG的辖区位于里克斯赫夫特－厄兰线以东，兼具海、陆司令，直接隶属波罗的海海军基地指挥。贝奥武夫号被任命为BBG的旗舰，在其服役生涯的最后阶段达到了另一个高峰。然而，乌斯拉尔少将却很少登舰。8月8日，贝奥武夫号从利鲍出发前往赫尔辛基和列巴尔，本是为拱顶石行动做准备，但该行动计划于9月1日终止。战争结束后，舰只回到但泽，最终于11月30日退役。

### 结局
1919年6月17日，即结束一战的《凡尔赛条约》签署前不久，除奥丁号外的所有岸防舰均从海军序列中除籍。贝奥武夫号随即被售予总部设在柏林的拆船商北德地下工程公司（Norddeutsche Tiefbaugesellschaft），至1921年在但泽拆解报废。

## 脚注
注释
1. ↑  SMS表示, 即“陛下之舰”。
2. ↑  所有德国舰船在订购时都会被赋予临时代号；其中新增编入舰队的使用字母代号，而用于替换旧舰的则使用“（旧舰名）替舰”。[5]

引用
1. ↑  Dodson，第33–34頁.
2. 1 2  Gröner，第10–11頁.
3. ↑  Dodson，第34頁.
4. 1 2  Gröner，第11頁.
5. ↑  Gröner，第56頁.
6. 1 2 3 4 5  Hildebrand & Röhr & Steinmetz，第52頁.
7. ↑  Gardiner，第246頁.
8. ↑  Hildebrand & Röhr & Steinmetz，第51頁.
9. ↑  Philbin，第10-11頁.
10. ↑  Sondhaus，第194–195頁.
11. ↑  Sondhaus，第195頁.
12. 1 2 3 4 5 6 7 8 9 10  Hildebrand & Röhr & Steinmetz，第53頁.
13. ↑  Gröner，第10頁.
14. ↑  Gröner & Jung & Maass，第34頁.
15. ↑  Brassey，第89–90頁.
16. ↑  Gardiner & Gray，第142頁.
17. ↑  Hildebrand & Röhr & Steinmetz，第161頁.
18. ↑  Halpern，第191–193頁.